# 튜링 (마이크로아키텍처)
튜링(Turing)은 엔비디아가 개발한 그래픽 처리 장치 마이크로아키텍처의 코드네임이다. 저명한 수학자이자 컴퓨터 과학자 앨런 튜링의 이름을 따서 지어졌다. 이 아키텍처는 워크스테이션 지향 엔비디아 쿼드로 RTX 카드에 2018년 8월에 SIGGRAPH에서 처음 발표되었고, 1주일 후 소비자 지포스 20 시리즈 그래픽 카드의 게임스컴에서 도입되었다.  HPC 전용 전신인 튜링 아키텍처는 컴퓨터 그래픽 산업의 오랜 목표인 실시간 광선 추적이 가능한 최초의 소비자 제품을 소개한다. 핵심 요소로는 전용 인공지능 프로세서("텐서 코어")와 전용 레이트레이싱 프로세서가 있다. 튜링은 레이트레이싱에 접근하기 위해 DXR, OptiX, 벌컨 (API)을 활용한다. 엔비디아는 2019년 2월 신형 튜링 디자인을 활용하지만 레이 트레이싱과 인공지능 코어가 부족한 지포스 16 시리즈를 출시했다.
튜링은 TSMC의 12nm 핀펫 반도체 제조 공정을 이용해 제조한다. 고급 TU102 GPU에는 이 공정을 이용해 제작된 186억 개의 트랜지스터가 포함된다. 튜링도 삼성전자의 GDDR6 SDRAM 메모리와 기존 마이크론 테크놀로지의 메모리를 사용한다.

## 상세 사항
튜링 마이크로아키텍처는 여러 종류의 특수 프로세서 멀티 코어를 결합하여 제한된 실시간 광선 추적을 구현할 수 있다. 이는 사분면 및 구형 계층구조를 처리하고 개별 삼각형과의 충돌시험 속도를 높이기 위해 설계된 새로운 RT(레이 트레이싱) 코어를 사용함으로써 가속된다.
튜링의 특징:
- 쿠다 코어
  - 가능 컴퓨트 버전 7.5
  - 기존의 래스터화된 셰이더
  - 정수 및 부동소수점 연산의 동시 실행
- 레이 트레이싱 코어
  - 경계 볼륨 계층 가속[6]
  - 그림자, 앰비언트 어클루전, 조명, 반사
- 텐서 코어
  - 인공지능
  - 대형 매트릭스
  - 딥러닝 슈퍼 샘플링(DLSS)
- GDDR6/HBM2가 지원되는 메모리 컨트롤러
- 디스플레이 스트림 압축(DSC) 1.2가 있는 디스플레이 포트 1.4a
- PureVideo 기능 세트 J 하드웨어 비디오 디코딩
- GPU 부스트 4
- 여러 카드의 VRAM을 모아 사용할 수 있는 기능을 갖춘 NVLink Bridge
- VirtualLink VR

GDDR6 메모리는 삼성전자가 쿼드로 RTX 시리즈를 위해 생산한다. RTX 20 시리즈는 마이크론 메모리 칩으로 처음 출시한 뒤 2018년 11월까지 삼성 칩으로 전환했다.

### 래스터 변환
엔비디아는 이전 세대에 비해 약 30~50%의 기존 타이틀에 대한 래스터화(CUDA) 성능 향상을 보고했다.

### 레이 트레이싱
RT 코어에 의해 수행되는 레이트레이싱은 큐브 맵이나 깊이있는 맵과 같은 전통적인 래스터 기법을 대체하여 반사, 수축, 그림자를 생성하는 데 사용할 수 있다. 그러나 래스터화를 완전히 대체하는 대신, 레이트레이싱에서 수집된 정보를 사용하여 특히 오프 카메라 작동과 관련하여 훨씬 더 사실적인 정보로 음영을 증가시킬 수 있다. 엔비디아는 레이트레이싱 성능이 기존 소비자 아키텍처인 파스칼에 비해 약 8배 증가했다고 밝혔다.

### 텐서 코어
최종 영상의 생성은 디노이즈라고 알려진 기법인 부분 렌더링 영상의 빈 칸을 채우는 데 사용되는 텐서 코어에 의해 더욱 가속화된다. 텐서 코어는 예를 들어, 이미지의 해상도를 높이는 방법을 코드화하기 위해 슈퍼컴퓨터에 대한 딥러닝의 결과를 수행한다. 텐서 코어의 1차 사용에서 해결해야 할 문제를 슈퍼 컴퓨터에서 분석하는데, 슈퍼 컴퓨터는 어떤 결과를 원하는지 예시하여 이를 달성하기 위해 사용할 방법을 결정하고, 그 방법은 소비자의 텐서 코어로 이루어진다. 이러한 방법은 드라이버 업데이트를 통해 소비자에게 전달된다.

## 개발
튜링의 개발 플랫폼은 RTX라고 불린다. RTX 레이트레이싱 기능은 마이크로소프트의 DXR, OptiX, 그리고 벌칸 익스텐션(마지막 것은 리눅스 드라이버에서도 이용 가능함)을 사용하여 액세스할 수 있다. NGX를 통한 AI 가속 기능에 대한 접속을 포함한다. Mesh Shader, Shading Rate Image 기능은 Windows 및 Linux 플랫폼에서 DX12, Vulkan 및 OpenGL 확장을 사용하여 액세스할 수 있다.
윈도우 10 2018년 10월 업데이트는 DirectX Raytracing의 공개 릴리즈를 포함한다.

## 튜링 코어를 사용하는 제품들
지포스 16 시리즈
- 지포스 GTX 1650
- 지포스 GTX 1650(모바일)
- 지포스 GTX 1650 맥스큐(모바일)
- 지포스 GTX 1650(GDDR6)
- 지포스 GTX 1650 슈퍼
- 지포스 GTX 1650 Ti(모바일)
- 지포스 GTX 1660
- 지포스 GTX 1660(모바일)
- 지포스 GTX 1660 슈퍼
- 지포스 GTX 1660 Ti
- 지포스 GTX 1660 Ti(모바일)
- 지포스 GTX 1660 Ti Max-Q(모바일)

지포스 20 시리즈
- 지포스 RTX 2060
- GeForce RTX 2060(모바일)
- GeForce RTX 2060 Max-Q(모바일)
- 지포스 RTX 2060 슈퍼
- 지포스 RTX 2060 슈퍼(모바일)
- 지포스 RTX 2070
- GeForce RTX 2070(모바일)
- GeForce RTX 2070 Max-Q(모바일)
- GeForce RTX 2070 Max-Q Refresh(모바일)
- 지포스 RTX 2070 슈퍼
- 지포스 RTX 2070 슈퍼(모바일)
- GeForce RTX 2070 Super Max-Q(모바일)
- 지포스 RTX 2080
- GeForce RTX 2080(모바일)
- GeForce RTX 2080 Max-Q(모바일)
- 지포스 RTX 2080 슈퍼
- 지포스 RTX 2080 슈퍼(모바일)
- GeForce RTX 2080 Super Max-Q(모바일)
- 지포스 RTX 2080Ti

타이탄 RTX
- 엔비디아 쿼드로
- 쿼드로 RTX 3000(모바일)
- 쿼드로 RTX 4000
- 쿼드로 RTX 5000
- 쿼드로 RTX 6000
- 쿼드로 RTX 8000

엔비디아 테슬라
- 테슬라 T4

## 같이 보기
- 그래픽 카드
- 엔비디아
- 광선 추적
- CUDA